# Mike Johnson (animatore)
Mike Johnson (Austin, ...) è un animatore e regista statunitense.

## Biografia
Di origine texana, Johnson si è laureato alla Rhode Island School of Design, per poi trasferirsi a San Francisco, dove trova lavoro come animatore in stop motion e collabora su diversi film d'animazione come Nightmare Before Christmas (1993), James e la pesca gigante (1996) e Anomalisa (2015).
Nel 1996 ha fondato la sua società di animazione, Fat Cactus Films, e negli anni seguenti ha diretto spot pubblicitari, video musicali e cortometraggi come Primus: The Devil Went Down to Georgia (1996).
Nel 1998, Johnson si è trasferito a Portland (Oregon), per dirigere tre episodi della sitcom televisiva animata The PJs, creata da Eddie Murphy e vincitrice del premio Emmy.
Nel 2002 Tim Burton gli ha chiesto di co-dirigere La sposa cadavere (2005), un altro film in stop motion per il quale ha ricevuto la candidatura ai Premi Oscar 2006 come miglior film d'animazione.
Ha diretto Ping Pong Rabbit (2017), con la sceneggiatura di Peter Barsocchini e distribuito da Mili Pictures Worldwide. Johnson è stato anche incaricato di dirigere Oz Wars, un film ibrido CGI/Stop-motion.
Johnson è sposato con sua moglie Dyan dal 1989 e ha un figlio con lei. Ha due sorelle di nome Mallory e Bethany Johnson (quest'ultima è una scrittrice), e un fratello di nome Josh.
Attualmente insegna stop-motion all'Istituto delle arti della California e all'Università della California a Los Angeles.